# Vilar (Meangos)
Vilar (llamada oficialmente O Vilar) es una aldea española situada en la parroquia de Meangos, del municipio de Abegondo, en la provincia de La Coruña, Galicia.

## Demografía
| Gráfica de evolución demográfica de Vilar entre 1999 y 2018 |
|                                                             |
| Datos según el nomenclátor publicado por el INE.            |